# Kristallwand
Die Kristallwand ist ein 3310 m ü. A. hoher markanter Gipfel in der Venedigergruppe der Hohen Tauern in Österreich. Er stellt den östlichen Eckpfeiler der Gletscherflächen des zentralen Venedigermassivs dar. Der Berg bietet sehr unterschiedliche Ansichten, den sanften Gletscheranstiegen von Süden und Westen steht eine 550 m hohe Nordostwand gegenüber, die an die Eigernordwand erinnert. Von Osten zeigt der Berg gemischtes Bild aus Felsgraten und spaltenreichen Eisflanken. Unterhalb der Nordwand des Berges liegt das Schlatenkees, auf der Westseite befindet sich das Äußere Mullwitzkees, südlich liegt das Frosnitzkees und östlich gibt es mit dem Kristallwandkees noch einen kleinen Gletscher. Im langen Südwestgrat des Berges befinden sich mit dem Stein am Ferner (3246 m) und der Friedrich August Wand (3211 m) noch zwei benannte Erhebungen, bevor sich der Gratverlauf zum Frosnitztörl (3114 m) absenkt, das die Kristallwand von der benachbarten Weißspitze (3300 m) trennt.

## Routen
Der Normalweg führt vom westsüdwestlich der Kristallwand liegenden Defreggerhaus zunächst zum Mullwitzaderl. Von dort geht es weiter in östlicher Richtung fast eben über das Äußere Mullwitzkees zur Westflanke der Kristallwand und über diese unschwierig zum Gipfel. Dieser Anstieg beansprucht ungefähr zwei Stunden.

Südostgrat der Kristallwand

Weitere Wege führen von der Badener Hütte auf den Gipfel. Der Weg führt entlang der Moräne des Frosnitzkeeses zum Südostgrat. Ein Klettersteig (Schwierigkeit B/C) verläuft ohne Gletscherkontakt über den Südostgrat zum Gipfel. Dieser ist jedoch nicht durchgehend versichert und kann bei Schnee und Eis ausgesetzt sein. Der untere Teil des Klettersteigs ist umgehbar, indem man entlang des Frosnitzkeeses aufsteigt und später über eine versicherte Wandpassage zum Südostgrat aufsteigt. Dabei kann die Randkluft im Spätsommer eine Schwierigkeit darstellen, da sie oft ausgeapert ist.
Daneben besteht die Möglichkeit über den Gletscher südlich am Gipfel vorbei zur Südwestflanke des Berges und von dort auf den Gipfel zu gelangen, wobei hier Spalten zu beachten sind.
Durch die Nordostwand führt die 550 m lange Mixed-Klettern Route Russisches Roulette, Schwierigkeit WI5. Diese wurde im November 2018 erstbegangen und führt östlich neben dem Gletscherbruch vorbei zum Nordgrat und von dort bis zum Gipfel.

## Bilder

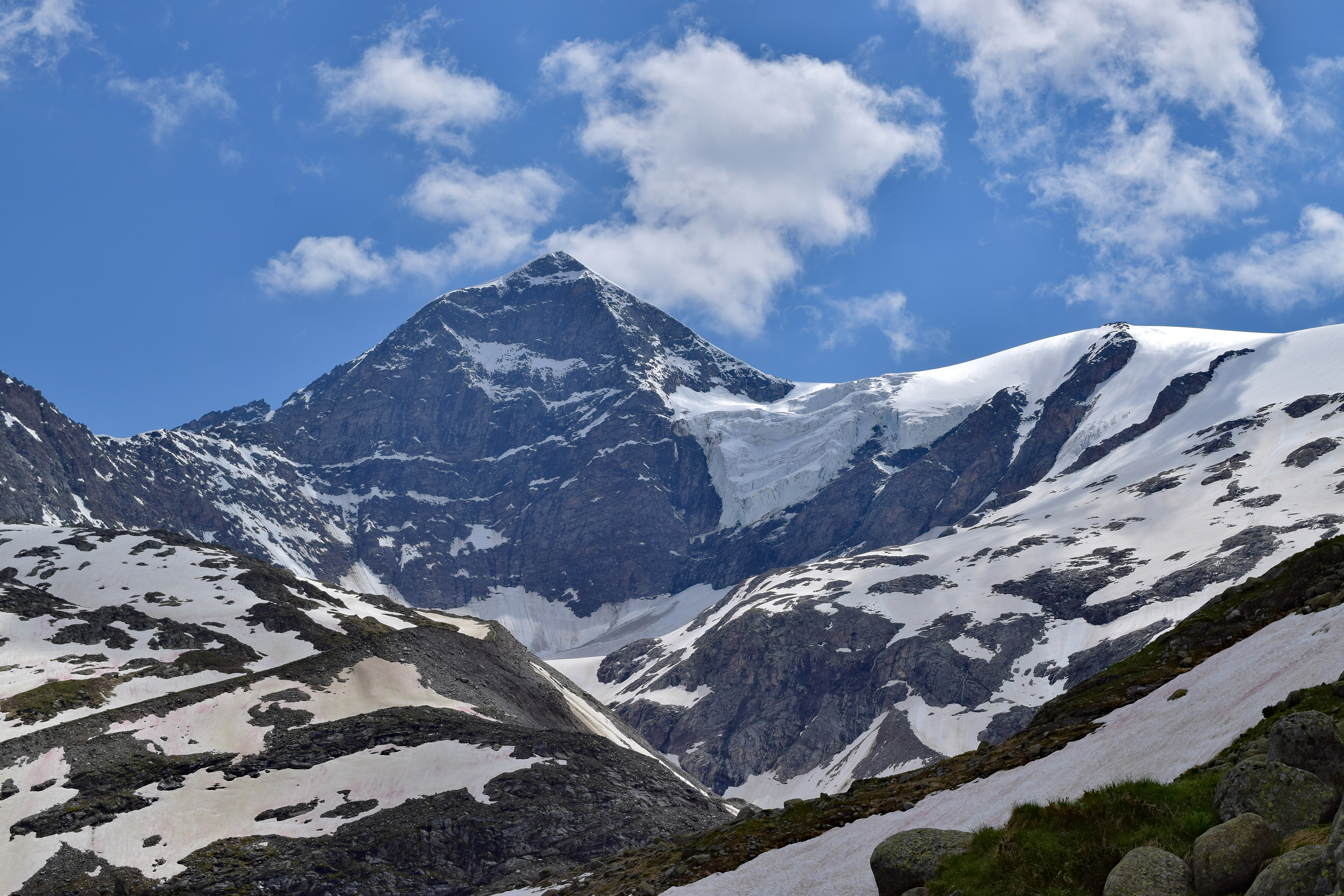
Kristallwand von Nordosten. Das Erscheinungsbild ähnelt der Eiger-Nordwand. Durch die Wand verläuft die Route Russisches Roulette.
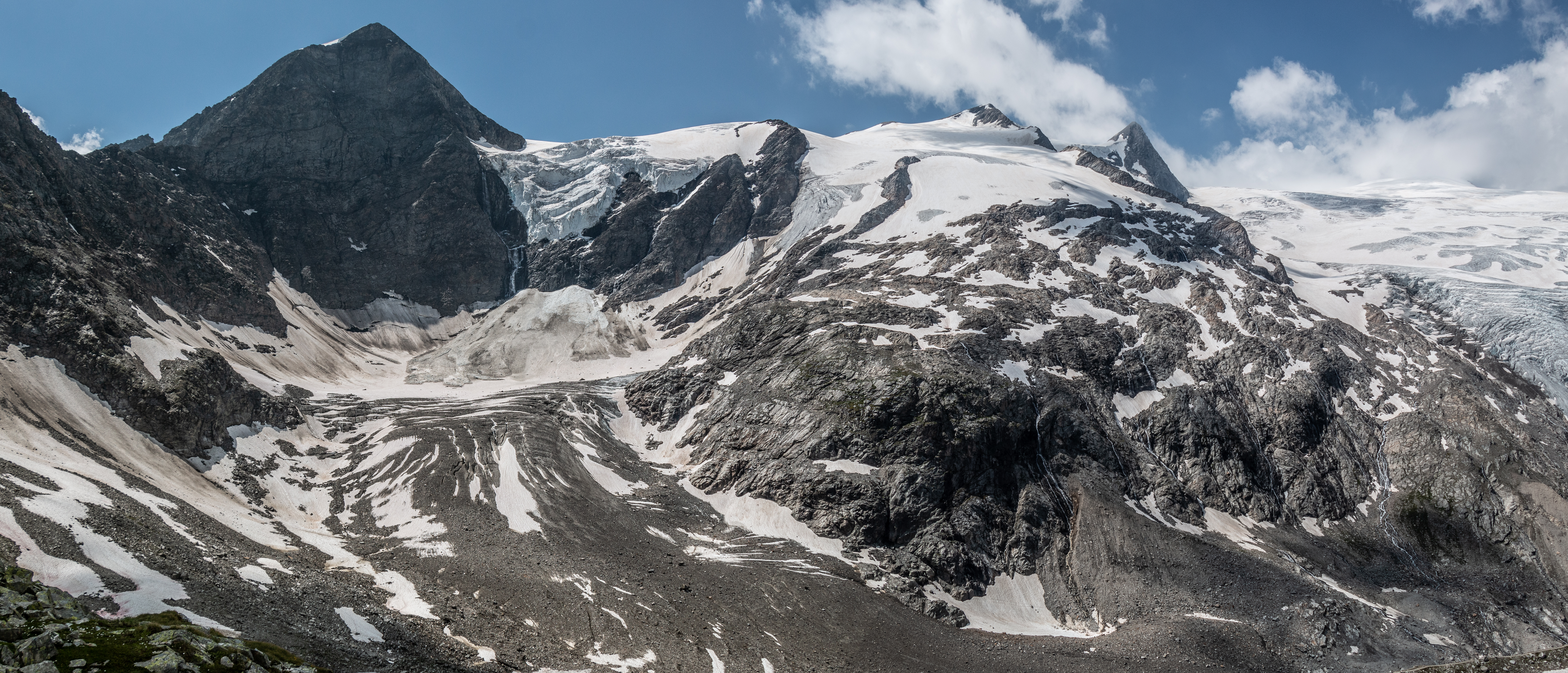
V. l. n. r.: Kristallwand, Äußeres Mullwitzkees, Hoher Zaun und Schwarze Wand.
Blick über das Äußere Mullwitzkees (vorne) und das Schlatenkees (hinten) vom Gipfel der Kristallwand.
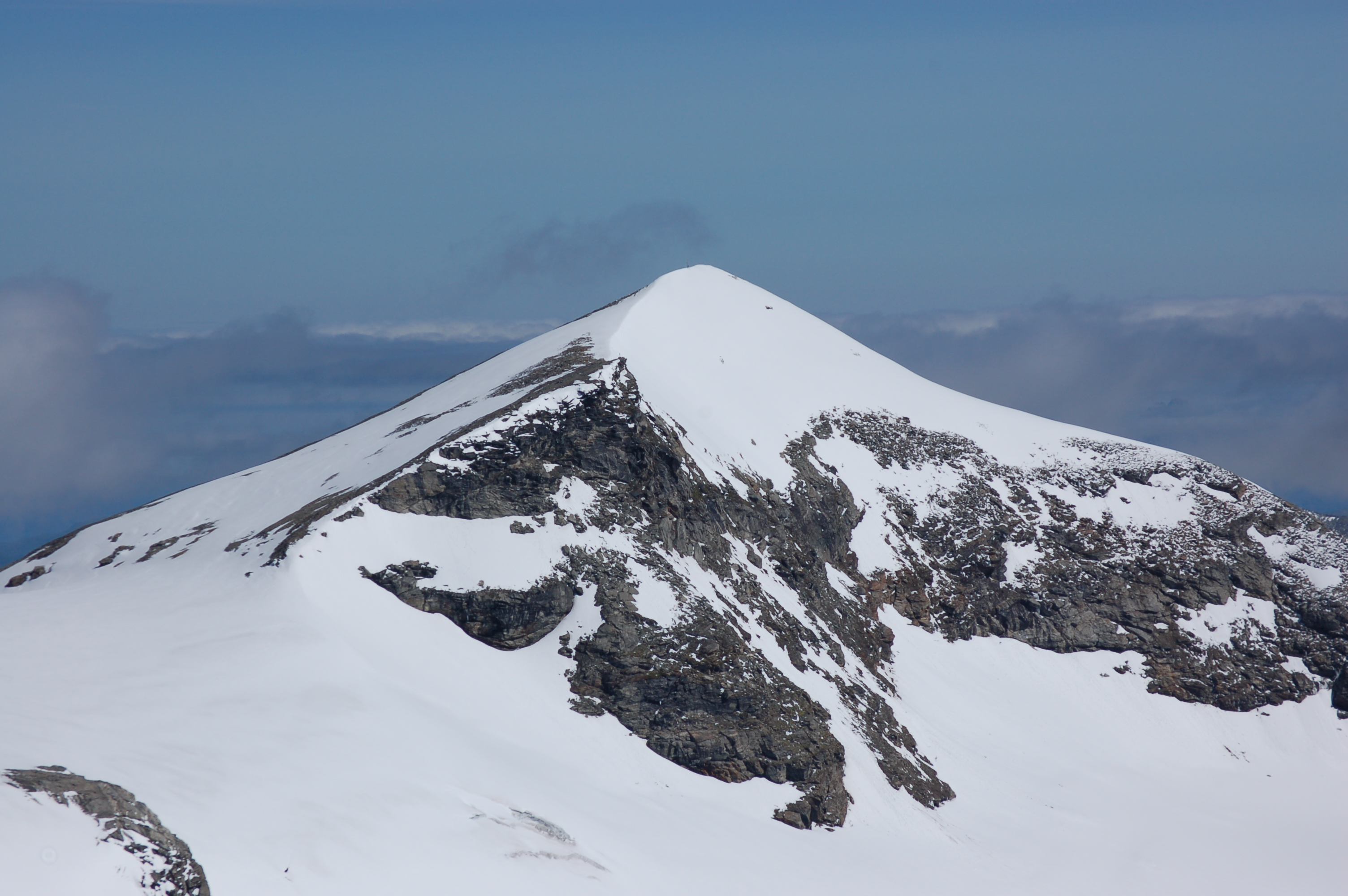
Kristallwand, fotografiert von der Weißspitze. Im Vordergrund das Froßnitztörl.
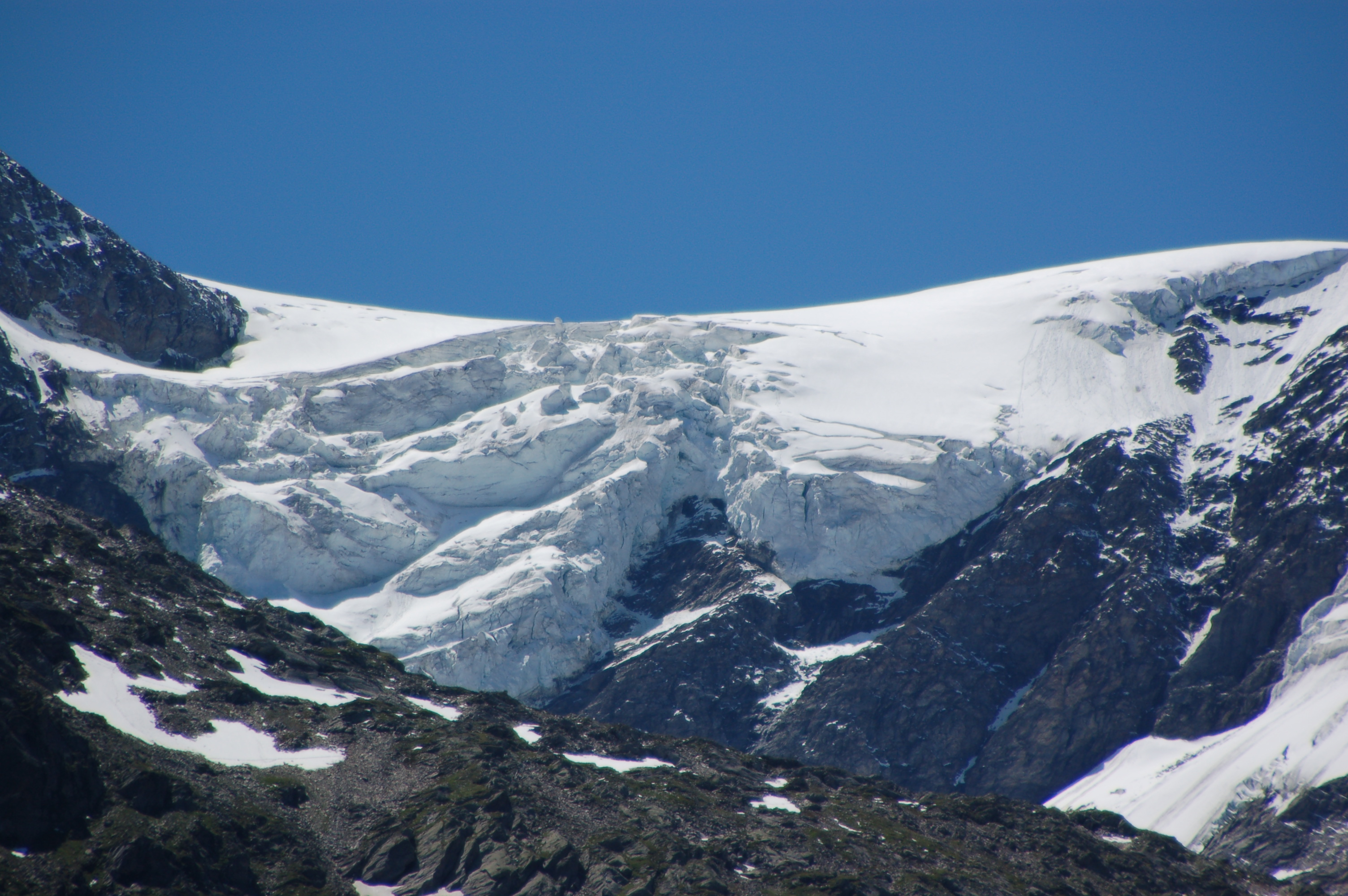
Gletscherbruch des Äußeren Mullwitzkeeses westlich der Kristallwand.